# Alfio Andronico
Alfio Andronico (Belpasso, 16 aprile 1935 – Pisa, 4 ottobre 2012) è stato un matematico e informatico italiano.

## Biografia
Andronico ha conseguito la laurea in matematica nel 1958 e a partire dal 1985 è stato docente ordinario presso l'Università di Siena. Nel 1993 è diventato professore ordinario di fondamenti di informatica presso la Facoltà di Ingegneria dell'Università di Siena, contribuendo attivamente alla sua istituzione. Durante il suo percorso accademico, ha avuto un ruolo di primo piano nell'insegnamento dell'informatica e dei linguaggi di programmazione.
Oltre al suo impegno nell'insegnamento, Andronico ha svolto importanti attività nel campo dell'informatica e della didattica. Di Andronico si ricorda l'importante contributo dato nella sezione di logica matematica del Centro Studi Calcolatrici Elettroniche (C.S.C.E.) che portò allo sviluppo della macchina ridotta e poi della Calcolatrice Elettronica Pisana (C.E.P.). Ha coordinato il gruppo di lavoro di informatica e didattica all'interno dell'Associazione italiana per l'informatica ed il calcolo automatico. Inoltre ha fatto parte del consiglio scientifico delle riviste "IS - Informatica e Scuola" "Multimedia" e "Mondo Digitale". Le sue principali aree di ricerca includevano la rappresentazione della conoscenza, i sistemi didattici e di supporto alle decisioni, i processi di apprendimento, la comunicazione uomo-macchina in linguaggio naturale e i modelli di valutazione delle conoscenze e delle competenze nella formazione. Notevole il contributo anche in termini letterari con centinaia di pubblicazioni in ambito scientifico.

## Opere
- Alfio Andronico, Angelo Chianese, Bruno Fadini (2002). E-learning: metodi, strumenti ed esperienze. Didamatica 2002. (vol. 1, pp. 272). (ATTI A CURA DI). Liguori Editore, Napoli, 2002
- Alfio Andronico, Angelo Chianese, Bruno Fadini (2002). Didamatica 2002 - Informatica per la Didattica. (vol. 2, pp. 322) Liguori Editore, Napoli, 2002.
- Alfio Andronico, Antonella Carbonaro, Luigi Colazzo, Andrea Molinari, Marco Ronchetti (2003). Models and Services for Mobile Learning Systems. LECTURE NOTES IN COMPUTER SCIENCE. ISSN 0302-9743
- Alfio Andronico, Antonella Carbonaro, Giorgio Casadei, Luigi Colazzo, Andrea Molinari, Marco Ronchetti (2003).“Models and Services for Mobile Learning Systems”, International Conference on Technology Enhanced Learning TEL'0,Milano, Italy.
- Alfio Andronico, Antonella Carbonaro, Giorgio Casadei, Luigi Colazzo, Andrea Molinari, Marco Ronchetti (2003). “Integrating a multi-agent recommendation system into a Mobile Learning Management System”,International Conference on Artificial Intelligence in Mobile System, AIMS03, Seattle, USA -.
- Alfio Andronico, Giuliana Dettori, Lucia Ferlino, Giorgio Olimpo, Didamatica 2003 Informatica per la Didattica (ATTI A CURA DI) ITD-CNR Genova febbraio 2003 (pp. 625)
- Alfio Andronico, Paolo Frignani, Giorgio Poletti, Didamatica 2004 E-learning:qualità didattica knowledge management (ATTI A CURA DI) – OMNIACOM Editore FERRARA maggio 2004: (pp 1125)
- Alfio Andronico, Nicola Cavallo, Antonietta De Michele, Margherita Fasano, Didamatica 2005 – (ATTI A CURA DI) – GRAFIE s.n.c. - Potenza maggio 2005 pp. 720)
- Alfio Andronico, "Informatica: una Rivoluzione Scientifica, Culturale e Sociale" – In: unisinforma - lettera d'informazione dell'Università degli Studi di Siena – ANNO XIII –N 6 – SPECIALE INAUGURAZIONE ANNO ACCADEMICO 2005-2006 - 12 novembre 2005 (Prolusione per l‘inaugurazione del 765º Anno Accademico pag. 20-27)
- Alfio Andronico, "Siamo in Rete e... poi?" - in MEDASHOW, Melfi 2005 (CD ROM – Liceo Scientifico Federico II di Svevia)
- Alfio Andronico, "Dalle tacche sugli alberi al Computer"; in del Convegno: "Valore Educativo e Culturale della Matematica", Accademia Navale, Livorno marzo 2006 (In corso di Stampa)
- Alfio Andronico, Francesco Aymerich, Gianni Fenu, Didamatica 2006 – (ATTI A CURA DI) Cagliari maggio 2006: (pp 550)